# Lehel Vezér Gimnázium
A Lehel Vezér Gimnázium 1767-ben alapított jászberényi középiskola. Jász-Nagykun-Szolnok vármegye egyik legrégibb, nagy hagyományokkal rendelkező gimnáziuma.

## Az iskola története
Az intézet alapját Dósa Pál jászkerületi kapitány alapította meg 1764-ben Jászapátin 2000 ft-os alapítvánnyal. Az intézet igazgatóját az egri püspök nevezte ki, de a tanárok fizetéséről Dósa gondoskodott. A község épített ugyan iskolaépületet, de az mindössze kétosztályú latin iskolává fejlődött, 1779-ben az iskolát maga Dósa Pál Jászberénybe, mint a Jászkun kerület fejlettebb városába és politikai központjába helyezte át. Helye a katonatiszti laktanya, majd a Zagyva partján levő magtár épülete.
Eleinte itt is mint háromosztályos királyi katolikus kis gimnázium működött 1788-ig, majd öt-, később pedig hatosztályú királyi katolikus nagy gimnáziummá fejlődött. Megfelelő épületről Jászberény város gondoskodott, de a költségek tetemes részét az országos tanulmányi alap fedezte. 1822-ben,  I. Ferenc kormányzása alatt, az állami támogatás megszűnt és így az iskolafenntartás terhe a Jászkerületre, elsősorban Jászberény városára hárult. Ettől kezdve 1851-ig a jászok áldozatkészségére utalt, kerületi katolikus nagy gimnázium tanerői túlnyomórészt ferences szerzetesek voltak. A Jászkerület és Jászberény az iskola kölcsönös ellátására való tekintettel, szerződéses viszonyban állott.
1844-ben a magyar nyelv lesz hivatalos a gimnáziumokban a retorika, poétika, és a mitológia kivételével magyar nyelven folyik az oktatás. Az iskolában az oktatás az 1848/49-es szabadságharc idején befejeződött, a felsőbb évesek bekapcsolódtak a harcokba és az iskolát kórházzá alakították át. Az iskola az 1850-ben kibocsátott Organisations Entwurf követelményeinek nem tudott teljes mértékben megfelelni és ezért négyosztályú algimnáziummá zsugorodott össze. Csak az alkotmányos korszak tette lehetővé a felső négy osztály fokozatos megnyitását (1865-68). Az így kifejlesztett jászkerületi ferences rendi katolikus iskola, községi katolikus főgimnáziummá alakult és 1869 nyarán megtartották benne az első érettségi vizsgákat. Rövid tízéves fennállás után a város vezetősége úgy látta, hogy ilyen hatalmas teherrel megbirkózni nem tud és már az 1880-as évek közepén megkezdődtek az intézet államosítására irányuló tárgyalások. 1889-re felépítették államsegélyből a jelenlegi épületet és abba az 1889/90. iskolai évre be is költöztek. Az állammal való tárgyalások végre is azt eredményezték, hogy 1896. szeptember 1. hatállyal a kormány kezébe vette az intézetet, noha a tényleges átadás csak az 1897. év folyamán történt meg.
1896-1922 között Magyar Királyi Állami Főgymnasium nevet viseli. Az első világháború idején a folyamatos oktatás nehézségekbe ütközik, a tanárok többsége és a diákok egy része a fronton harcol, sokan családfenntartóként otthon dolgoznak ez idő alatt. 1919-ben a Tanácsköztársaság radikális rendeleteinek hatására a hittanoktatást eltörölték, érettségi helyett végbizonyítványt adtak, de ez a rendszer csupán néhány hónapig tartott. 1922-1946 között József nádor Gimnázium nevet viseli és 1924-től az iskola reálgimnáziummá alakul.
A második világháború idején ismét akadozik az oktatás, 1944-ben a német hadsereg többször is igénybe vette az iskola épületét és ekkor már az oktatást is beszüntették. Az épületet kórháznak rendezik be. 1945-ben újra indul az oktatás Fecske Sándor házában, de már csak négyosztályos gimnáziumként. 1948-ban megalakul az iskola kollégiuma, ami 2004-ig működik. 1946-1950 között Lehel Vezér Gimnázium nevet viseli, 1950-1956 között Mikszáth Kálmán Gimnázium nevet viseli, majd végül 1956-ban újra felvette a Lehel Vezér Gimnázium nevet és 1956-1961-ig viseli. 1956-ban az iskola több diákja is csatlakozik a forradalomhoz. 1961-ben szakmunkás képzés indul meg és az iskola felveszi a Lehel Vezér Gimnázium és Ipari Szakközépiskola nevet ami 1961-1971-ig viselt. 1966-ban elkészült a gimnázium tornakertje ekkor még Bathó-kert, majd később Szántai-kert néven.
1988-1994-között orosz két tannyelvű oktatás folyik, de csak egyetlenegy osztályban, és így nem lehetett két tannyelvű a  gimnázium. 1991-től nyolcosztályos gimnáziumi oktatás folyik. 2000-ben a gimnázium megkapta a várostól a Pro Urbe díjat. 2005-ben elindult a nulladik évfolyamos nyelvi képzés.

## Osztályok, csoportok
2022/2023. tanévben 2 csoport és 3 osztály indul. 
| Csoport            |
| ------------------ |
| Természettudomány  |
| Társadalomtudomány |
| Osztály            |
| Matematika         |
| Nyelvi előkészítő  |
| Nyolc évfolyamos   |

## Jellemzők

###### Az iskola rendelkezik
- Belső könyvtárral
- Jól felszerelt kémia, biológia, fizika, földrajztudomány, informatika szaktantermekkel
- Sakkszakkörrel
- Drámaszakkörrel
- Iskolarádióval
- Sportkerttel (Szántai József Sportkert)
- Tornateremmel
- Belső udvarral
- Saját fesztiválsorozattal (LHL feszt)
- Saját filmfesztivállal (LVG Diákfilm Fesztivál)
- Évente szervezett osztrák síelő táborral
- Évente szervezett kajak-kenu táborral
- Évente rendezett sportversenysorozatokkal
- Évente rendezett természettudományi versennyel
- Évente rendezett fizikaversennyel

## Partnerkapcsolatai

### Külföldi kapcsolatok
Az iskola 1989 óta épít ki nemzetközi kapcsolatokat olyan iskolákkal, melyekkel cserediák- vagy más kapcsolatban van.
| Iskola neve           | Helye                 |
| --------------------- | --------------------- |
| Gymnasium Antonianum  | Németország, Vechta   |
| Brassai Sámuel Líceum | Románia, Kolozsvár    |
| Enrico Mattei Líceum  | Olaszország, Conselve |